# Luperina diversa
Luperina diversa là một loài bướm đêm trong họ Noctuidae.